# 2011-es síkvízi kajak-kenu világbajnokság
A 2011-es gyorsasági kajak-kenu világbajnokságot Magyarországon, Szegeden rendezték meg 2011. augusztus 17. és 21. között.
A világbajnokságon 94 ország sportolói vesznek részt. A 2012-es, londoni olimpiára 176 kvótát osztanak ki. Ez a harminckilencedik kajak-kenu világbajnokság volt.

## A rendező
A verseny rendezési jogát 2007-ben a franciaországi Vichy kapta, megelőzve a magyar és a görög pályázatot. A francia szervezők 2010 júniusában visszaléptek, majd a nemzetközi szövetség Magyarországot kérte fel a verseny lebonyolítására. Ezzel Magyarország lemondott a már elnyert, 2013-as világbajnokság megrendezéséről. Szeged 1998 és 2006 után harmadik alkalommal rendezhet világbajnokságot.
A Nemzeti Kajak-kenu és Evezős Olimpiai Központ infrastrukturális fejlesztésére 450 millió forintot fordítottak, ebből az összegből többek között a helyszín teljes akadálymentesítését is elvégezték. Ez szempont volt azért is, mert a versenyen parakenusok is részt vettek – a parakenu 2016-tól paralimpiai sportág.

## Részt vevő nemzetek
| - Algéria (3) - Angola (3) - Argentína (12) - Ausztrália (29) - Ausztria (4) - Azerbajdzsán (8) - Belgium (7) - Brazília (19) - Bulgária (14) - Chile (6) - Ciprus (2) - Cook-szigetek (1) - Csehország (21) - Dánia (9) - Dél-afrikai Köztársaság (9) - Dél-Korea (12) - Ecuador (4) - Egyesült Államok (28) - Egyiptom (1) - Észtország (1) - Fehéroroszország (26) - Finnország (6) | - Franciaország (18) - Ghána (8) - Görögország (4) - Grúzia (2) - Hollandia (5) - Hongkong (7) - Horvátország (2) - India (29) - Indonézia (19) - Irak (3) - Irán (11) - Izrael (2) - Írország (4) - Japán (8) - Kambodzsa (1) - Kanada (40) - Kazahsztán (12) - Kenya (3) - Kirgizisztán (6) - Kína (24) - Kolumbia (5) - Kuba (9) | - Lengyelország (34) - Lettország (14) - Litvánia (14) - Luxemburg (3) - Magyarország (49) - Malajzia (1) - Marokkó (2) - Málta (2) - Mexikó (12) - Mianmar (2) - Moldova (5) - Montenegró (1) - Egyesült Királyság (24) - Németország (31) - Norvégia (7) - Olaszország (37) - Oroszország (44) - Örményország (5) - Portugália (12) - Puerto Rico (1) - Románia (27) - Seychelle-szigetek (2) | - Spanyolország (42) - Srí Lanka (1) - Svájc (5) - Svédország (21) - Szamoa (1) - São Tomé és Príncipe (2) - Szenegál (2) - Szerbia (23) - Szingapúr (10) - Szlovákia (18) - Szlovénia (6) - Tádzsikisztán (1) - Tajvan (1) - Thaiföld (1) - Törökország (3) - Tunézia (4) - Ukrajna (40) - Uruguay (1) - Új-Zéland (11) - Üzbegisztán (12) - Venezuela (7) - Vietnám (2) |

## Eredmények
Összesen 29 versenyszámot rendeznek. A feltüntetett időpontok helyi idő szerint értendőek.

### Férfiak

#### Kajak
*   Olimpiai kvótaszerző versenyszám
| Versenyszám                                      | Arany                                                                                  | Arany     | Ezüst                                                                                | Ezüst     | Bronz                                                                  | Bronz     |
| ------------------------------------------------ | -------------------------------------------------------------------------------------- | --------- | ------------------------------------------------------------------------------------ | --------- | ---------------------------------------------------------------------- | --------- |
| K-1, 200 m Döntő: augusztus 21., 12:46           | POL Piotr Siemionowski                                                                 | 34.770    | GBR Edward Mckeever                                                                  | 34.986    | GER Ronald Rauhe                                                       | 35.118    |
| K-1, 500 m Döntő: augusztus 20., 14:38           | POL Marek Twardowski                                                                   | 1:36.688  | BLR Pavel Mjadzvedzeu                                                                | 1:37.174  | RUS Jurij Posztrigaj                                                   | 1:38.404  |
| K-1, 1000 m Döntő: augusztus 19., 16:17          | CAN Adam Van Koeverden                                                                 | 3:36.194  | SWE Anders Gustafsson                                                                | 3:39.488  | NOR Eirik Verås Larsen                                                 | 3:39.818  |
| K-1, 5000 m Döntő: augusztus 21., 11:05          | GER Max Hoff                                                                           | 19:51.200 | BLR Aleh Jurenya                                                                     | 20:07.952 | ITA Maximilian Benassi                                                 | 20:11.936 |
| K-1, 4 × 200 m váltó Döntő: augusztus 21., 14:50 | ESP · Saul Craviotto Rivero · Ekaitz Saies Sistiaga · Carlos Perez Rial · Pablo Andres | 2:24.891  | RUS · Viktor Zavolszkij · Alekszandr Gyacsenko · Mihail Tamonov · Jevgenyij Szalahov | 2:25.701  | DEN · Casper Nielsen · Jimmy Bøjesen · Kasper Bleibach · Lasse Nielsen | 2:25.821  |
| K-2, 200 m Döntő: augusztus 21., 13:22           | FRA · Arnaud Hybois · Sebastien Jouve                                                  | 31.940    | GBR · Jonathan Schofield · Liam Heath                                                | 32.156    | BLR · Raman Pjatrusenka · Vadzim Mahnyeu                               | 32.390    |
| K-2, 500 m Döntő: augusztus 20., 14:58           | HUN · Tóth Dávid · Kulifai Tamás                                                       | 1:28.134  | LTU · Ricardas Nekriosius · Andrej Olijnik                                           | 1:28.524  | POL · Denis Ambroziak · Dawid Putto                                    | 1:28.848  |
| K-2, 1000 m Döntő: augusztus 19., 17:05          | SVK · Peter Gelle · Vlček Erik                                                         | 3:20.626  | SWE · Markus Oscarsson · Henrik Nilsson                                              | 3:21.478  | RUS · Vitalij Jurcsenko · Vaszilij Pogrebn                             | 3:21.544  |
| K-4, 1000 m Döntő: augusztus 20., 15:34          | GER · Norman Broeckl · Robert Gleinert · Max Hoff · Paul Mittelstedt                   | 2:47.734  | AUS · Jacob Clear · Murray Stewart · David Smith · Tate Smith                        | 2:48.724  | RUS · Ilja Medvegyev · Anton Vasziljev · Anton Rjahov · Oleg Zsesztkov | 2:49.516  |

#### Kenu
*   Olimpiai kvótaszerző versenyszám
| Versenyszám                                      | Arany                                                                                      | Arany     | Ezüst                                                                                | Ezüst     | Bronz                                                                    | Bronz     |
| ------------------------------------------------ | ------------------------------------------------------------------------------------------ | --------- | ------------------------------------------------------------------------------------ | --------- | ------------------------------------------------------------------------ | --------- |
| C-1, 200 m Döntő: augusztus 21., 13:04           | AZE Valentyin Gyemjanyenko                                                                 | 39.339    | RUS Ivan Stil                                                                        | 39.573    | ESP Alfonso Benavides                                                    | 39.687    |
| C-1, 500 m Döntő: augusztus 20., 14:52           | RUS Vlagyimir Fedoszenko                                                                   | 1:46.647  | BLR Dzjanisz Harazsa                                                                 | 1:46.827  | UKR Olekszandr Makszimcsuk                                               | 1:47.679  |
| C-1, 1000 m Döntő: augusztus 19., 16:33          | HUN Vajda Attila                                                                           | 4:04.749  | ESP David Cal                                                                        | 4:06.045  | UZB Vadim Menkov                                                         | 4:08.151  |
| C-1, 5000 m Döntő: augusztus 21., 10:05          | UKR Mihajlo Kosman                                                                         | 23:23.823 | CZE Lukáš Koranda                                                                    | 23:24.987 | ESP Jose Luis Bouza                                                      | 23:55.173 |
| C-1, 4 × 200 m váltó Döntő: augusztus 21., 14:30 | RUS · Ivan Stil · Jevgenij Ignatov · Alekszej Korovaskov · Viktor Melantyev                | 2:46.955  | AZE · Sergij Bezuglij · Makszim Prokopenko · Valentyin Gyemjanyenko · Andrij Krajtor | 2:48.341  | GER · Stefan Holtz · Bjoern Waeschke · Stefan Kiraj · Sebastian Brendel  | 2:48.473  |
| C-2, 200 m Döntő: augusztus 21., 13:40           | LTU · Raimundas Labuckas · Tomas Gadeikis                                                  | 37.101    | RUS · Viktor Melantyev · Nyikolaj Lipkin                                             | 37.413    | BLR · Dzmitrij Rabcsanka · Aljakszandr Vaucsecki                         | 37.599    |
| C-2, 500 m Döntő: augusztus 19., 16:01           | ROU · Alexandru Dumitrescu · Victor Mihalachi                                              | 1:45.524  | AZE · Szerhij Bezuhlij · Makszim Prokopenko                                          | 1:46.178  | GER · Peter Kretschmer · Kurt Kuschela                                   | 1:46.802  |
| C-2, 1000 m Döntő: augusztus 20., 15:18          | GER · Stefan Holtz · Tomasz Wylenzek                                                       | 2:42.643  | AZE · Szerhij Bezuhlij · Makszim Prokopenko                                          | 2:43.525  | ROU · Alexandru Dumitrescu · Victor Mihalachi                            | 2:43.837  |
| C-4, 1000 m Döntő: augusztus 19., 17:21          | BLR · Dzmitrij Rabcsanka · Dzmitrij Vajciskin · Dzjanisz Harazsa · Aljakszandr Vaucsecki · | 3:26.703  | ROU · Gabriel Gheoca · Catalin Costache · Florian Comanici · Mihail Simon            | 3:28.071  | HUN · Sáfrán Mátyás · Sáfrán Mihály · Vasbányai Henrik · Németh Szabolcs | 3:28.113  |

### Nők

#### Kajak
*   Olimpiai kvótaszerző versenyszám
| Versenyszám                                      | Arany                                                                     | Arany     | Ezüst                                                                                      | Ezüst     | Bronz                                                                             | Bronz     |
| ------------------------------------------------ | ------------------------------------------------------------------------- | --------- | ------------------------------------------------------------------------------------------ | --------- | --------------------------------------------------------------------------------- | --------- |
| K-1, 200 m Döntő: augusztus 21., 12:51           | NZL Lisa Carrington                                                       | 39.998    | POL Marta Walczykiewicz                                                                    | 40.472    | UKR Inna Oszipenko-Radomszka                                                      | 40.670    |
| K-1, 500 m Döntő: augusztus 20., 14:32           | GER Nicole Reinhardt                                                      | 1:47.066  | HUN Kozák Danuta                                                                           | 1:47.396  | UKR Inna Oszipenko-Radomszka                                                      | 1:48.668  |
| K-1, 1000 m Döntő: augusztus 19., 16:09          | HUN Csipes Tamara                                                         | 4:11.388  | USA Krisztina Zur                                                                          | 4:13.470  | AUS Naomi Flood                                                                   | 4:14.124  |
| K-1, 5000 m Döntő: augusztus 21., 10:35          | HUN Csipes Tamara                                                         | 22:19.816 | GBR Lani Belcher                                                                           | 22:26.572 | BLR Marina Paltaran                                                               | 22:37.294 |
| K-1, 4 × 200 m váltó Döntő: augusztus 21., 14:40 | GER · Nicole Reinhardt · Conny Wassmuth · Tina Dietze · Carolin Leonhardt | 2:49.541  | RUS · Natalja Lobova · Anasztaszija Szergejeva · Natalja Proszkurina · Szvetlana Kugyinova | 2:50.207  | POL · Marta Walczykiewicz · Karolina Naja · Aneta Konieczna · Ewelina Wojnarowska | 2:50.951  |
| K-2, 200 m Döntő: augusztus 21., 13:27           | HUN · Kovács Katalin · Kozák Danuta                                       | 37.667    | POL · Karolina Naja · Magdalena Krukowska                                                  | 38.165    | AUS · Joanne Brigden-Jones · Hannah Davis                                         | 38.369    |
| K-2, 500 m Döntő: augusztus 20., 15:12           | AUT · Yvonne Schuring · Viktoria Schwarz                                  | 1:37.071  | GER · Franziska Weber · Tina Dietze                                                        | 1:37.275  | POL · Beata Mikolajczyk · Aneta Konieczna                                         | 1:37.803  |
| K-2, 1000 m Döntő: augusztus 19., 16:57          | GER · Anne Knorr · Debora Niche                                           | 3:50.614  | BUL · Faldum Bereniké · Daniela Nedeva                                                     | 3:50.950  | HUN · Sarudi Alíz · Medveczky Erika                                               | 3:53.416  |
| K-4, 500 m Döntő: augusztus 19., 16:41           | HUN · Szabó Gabriella · Kozák Danuta · Kovács Katalin · Benedek Dalma     | 1:36.339  | GER · Carolin Leonhardt · Silke Hörmann · Franziska Weber · Tina Dietze                    | 1:37.521  | BLR · Irina Pamjalova · Nadzeja Papok · Volha Hudzenka · Marina Paltaran          | 1:37.887  |

#### Kenu
| Versenyszám                            | Arany                                                | Arany    | Ezüst                                            | Ezüst    | Bronz                                    | Bronz    |
| -------------------------------------- | ---------------------------------------------------- | -------- | ------------------------------------------------ | -------- | ---------------------------------------- | -------- |
| C-1, 200 m Döntő: augusztus 21., 13:09 | CAN Laurence Vincent-Lapointe                        | 39.339   | RUS Marija Kazakova                              | 39.339   | BUL Sztanilija Sztamenova                | 39.339   |
| C-2, 500 m Döntő: augusztus 20., 14:26 | CAN · Laurence Vincent-Lapointe · Mallorie Nicholson | 2:01.028 | RUS · Anasztaszija Ganyina · Natalja Maraszanova | 2:03.440 | HUN · Takács Kincső · Baravics Gyöngyvér | 2:08.534 |

## Összesített éremtáblázat
| Helyezés | Ország                    | Arany | Ezüst | Bronz | Összesen |
| -------- | ------------------------- | ----- | ----- | ----- | -------- |
| 1.       | Németország               | 6     | 2     | 3     | 11       |
| 2.       | Magyarország              | 6     | 1     | 3     | 10       |
| 3.       | Kanada                    | 3     | 0     | 0     | 3        |
| 4.       | Oroszország               | 2     | 6     | 3     | 11       |
| 5.       | Lengyelország             | 2     | 2     | 3     | 7        |
| 6.       | Fehéroroszország          | 1     | 3     | 4     | 8        |
| 7.       | Azerbajdzsán              | 1     | 3     | 0     | 4        |
| 8.       | Spanyolország             | 1     | 1     | 2     | 4        |
| 9.       | Románia                   | 1     | 1     | 1     | 3        |
| 10.      | Litvánia                  | 1     | 1     | 0     | 2        |
| 11.      | Ukrajna                   | 1     | 0     | 3     | 4        |
| 12.      | Szlovákia                 | 1     | 0     | 0     | 1        |
| 12.      | Ausztria                  | 1     | 0     | 0     | 1        |
| 12.      | Franciaország             | 1     | 0     | 0     | 1        |
| 12.      | Új-Zéland                 | 1     | 0     | 0     | 1        |
| 16.      | Egyesült Királyság        | 0     | 3     | 0     | 3        |
| 17.      | Svédország                | 0     | 2     | 0     | 2        |
| 18.      | Ausztrália                | 0     | 1     | 2     | 3        |
| 19.      | Bulgária                  | 0     | 1     | 1     | 2        |
| 20.      | Csehország                | 0     | 1     | 0     | 1        |
| 20.      | Amerikai Egyesült Államok | 0     | 1     | 0     | 1        |
| 22.      | Norvégia                  | 0     | 0     | 1     | 1        |
| 22.      | Olaszország               | 0     | 0     | 1     | 1        |
| 22.      | Üzbegisztán               | 0     | 0     | 1     | 1        |
| 22.      | Dánia                     | 0     | 0     | 1     | 1        |
| Összesen | Összesen                  | 29    | 29    | 29    | 87       |